# 브렌 경기관총
브렌 경기관총 또는 브렌 건(영어: Bren Gun)은 1930년대 영국에서 생산되어 1992년까지 다목적으로 쓰인 영국의 기관총 계열이다. 제2차 세계 대전 당시 영국과 영연방 국가들이 경기관총으로 사용하여 유명해졌으며, 6.25 전쟁과 1982년 포클랜드 전쟁처럼 20세기 후반의 여러 분쟁에서도 사용되었다. 일반적으로 2각대에 탑재하여 사용하지만, 삼각대나 차량 위에 탑재하여 사용할 수 있기도 하다.
브렌은 1930년대 영국 육군 장교들이 개인 화기 경쟁 테스트를 할 때 사용했던 체코슬로바키아 ZB vz. 26의 개선형인 ZGB 33의 라이선스형이다. 이후 브렌은 특색 있는 곡면 상자형 탄창, 원뿔형 섬광 은신기 그리고 빠르게 장전되는 총열을 특징으로 했다. 브렌이라는 이름은 ZB vz. 26가 설계되었던 공장인 즈보로조브카 브르노가 있었던 체코슬로바키아의 도시 브르노와 왕립 소화기 공장이 있었던 엔필드구의 앞글자들을 따서 만들어졌다. 브렌의 설계자는 총기 개발자이자 설계 공학자였던 바츨라프 홀렉이었다.
1950년대 많은 브렌 경기관총의 탄환은 7.62 × 51 mm NATO로 대체되었고, 탄창 역시 영연방의 FN FAL 버전인 L1A1 자동장전소총의 탄창에 맞게 개조되었다. 이후 영국 육군은 브렌 경기관총을 L7 다목적 기관총으로 대체했고, 이후 1980년대에는 5.56 × 45 mm NATO를 탄환으로 하는 SA80이 등장하여 브렌 경기관총은 차량 연결고리 등에 탑재된 무기로 역할이 감소했다. 2012년까지 브렌 경기관총은 인도 군수품 공장에서 "7.62mm 1B 기관총"이라는 이름으로 생산되었다.

## 개량형

### 제2차 세계 대전
- Mark 1 : 1937년 9월에 등장했다.
- Mark 2 : 1941년에 도입되었다. Mk.1을 간략화한 것이다.
- Mark 3 : 엔필드 조병창이 더 짧고 가볍게 개량한 것으로 1944년에 도입되었다.
- Mark 4 : 1944년에 도입되었다.

### 제2차 세계 대전 이후
제2차 세계 대전이 끝난 1958년부터 7.62 × 51 mm NATO 림레스탄을 사용하는 L4형이 도입되었다. L4는 수직 탄창때문에 다른 것들과 구분하기 쉽다.
| 형식 | 상세사항                                                            |
| ---- | ------------------------------------------------------------------- |
| L4A1 | 브렌 Mk3형을 개조한 것으로, Mk1의 양각대 및 강철 총신을 가졌다      |
| L4A2 | 브렌 Mk3형을 개조한 것으로 더 가벼워진 양각대와 강철 총신을 가졌다. |
| L4A3 | 브렌 Mk2형을 개조한 것이다.                                         |
| L4A4 | L4A2의 총신을 크롬 도금 총신으로 교체한 것이다.                     |
| L4A5 | 영국 해군용으로 L4A3의 총신을 크롬 도금으로 교체한 것이다.          |
| L4A6 | L4A1을 크롬 도금 총신으로 교체한 것이다.                            |
| L4A9 | 브렌을 L7과 함께 군재용으로 한 것이다.                              |

## 같이 보기
- 덱탸료프 보병기관총
- 73식 경기관총
- 96식 경기관총
- 99식 경기관총